# Font Awesome
Pour les articles homonymes, voir Awesome.
 (janvier 2018).
Font Awesome est une police de caractères et un outil d'icônes qui se base sur CSS, Less et Sass.

## Présentation
Elle a été créée par Dave Gandy afin d'être utilisée avec Bootstrap, et a ensuite été incorporée dans le BootstrapCDN.
Font Awesome détient une part de marché de 20 % parmi les sites qui utilisent des scripts de polices tiers sur leur plateforme, ce qui le place en deuxième position après Google Fonts.
Font Awesome 6 est sorti le 2 février 2022 avec 14 865 icônes dont 1 748 gratuites. Cette nouvelle version inclut une version gratuite composée de certaines icônes des différentes variantes (Solid, Regular, Light, et Brand) ainsi qu'une nouvelle variante : Thin, ainsi qu'une version payante, proposant plus d'icônes dans toutes les variantes (comme Duotone). Un abonnement annuel est nécessaire pour bénéficier des icônes Pro.